# گموند ام تگرنزی
گموند ام تگرنزی (به آلمانی: Gmund am Tegernsee) یک شهر در آلمان است که در میزباخ واقع شده‌است.

## خصوصیات
گموند ام تگرنزی ۳۴٫۴۰ کیلومترمربع مساحت دارد ۷۴۰ متر بالاتر از سطح دریا واقع شده‌است.

## نگارخانه

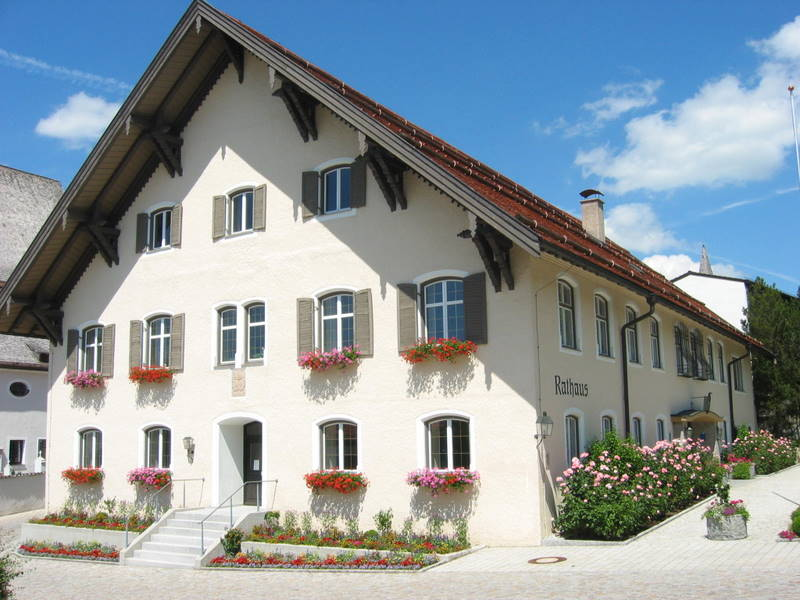
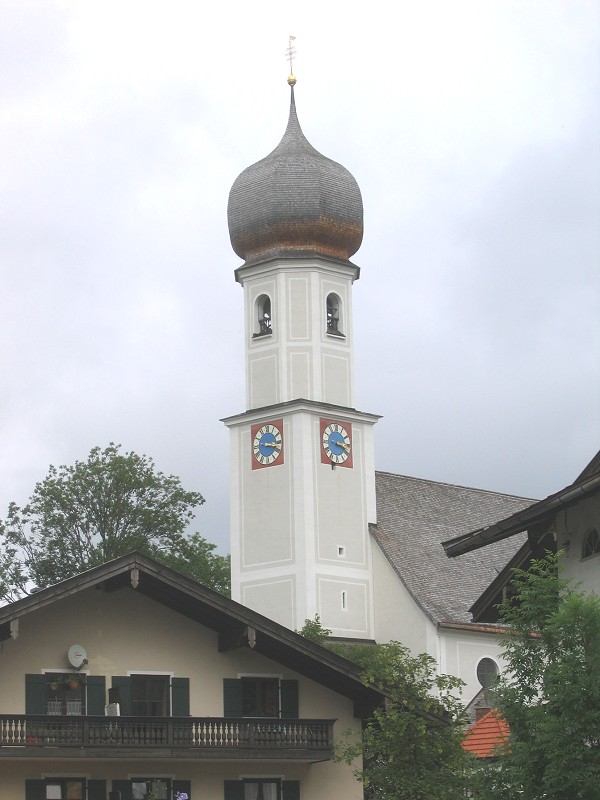
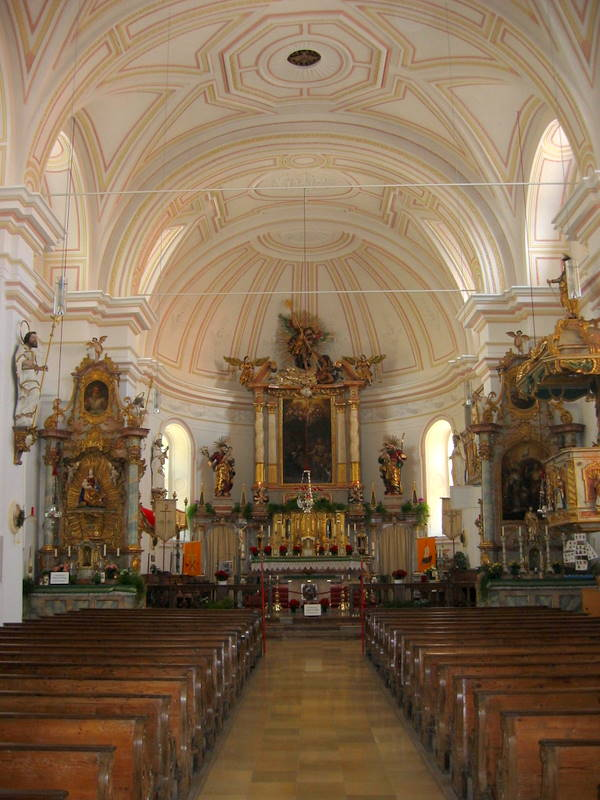
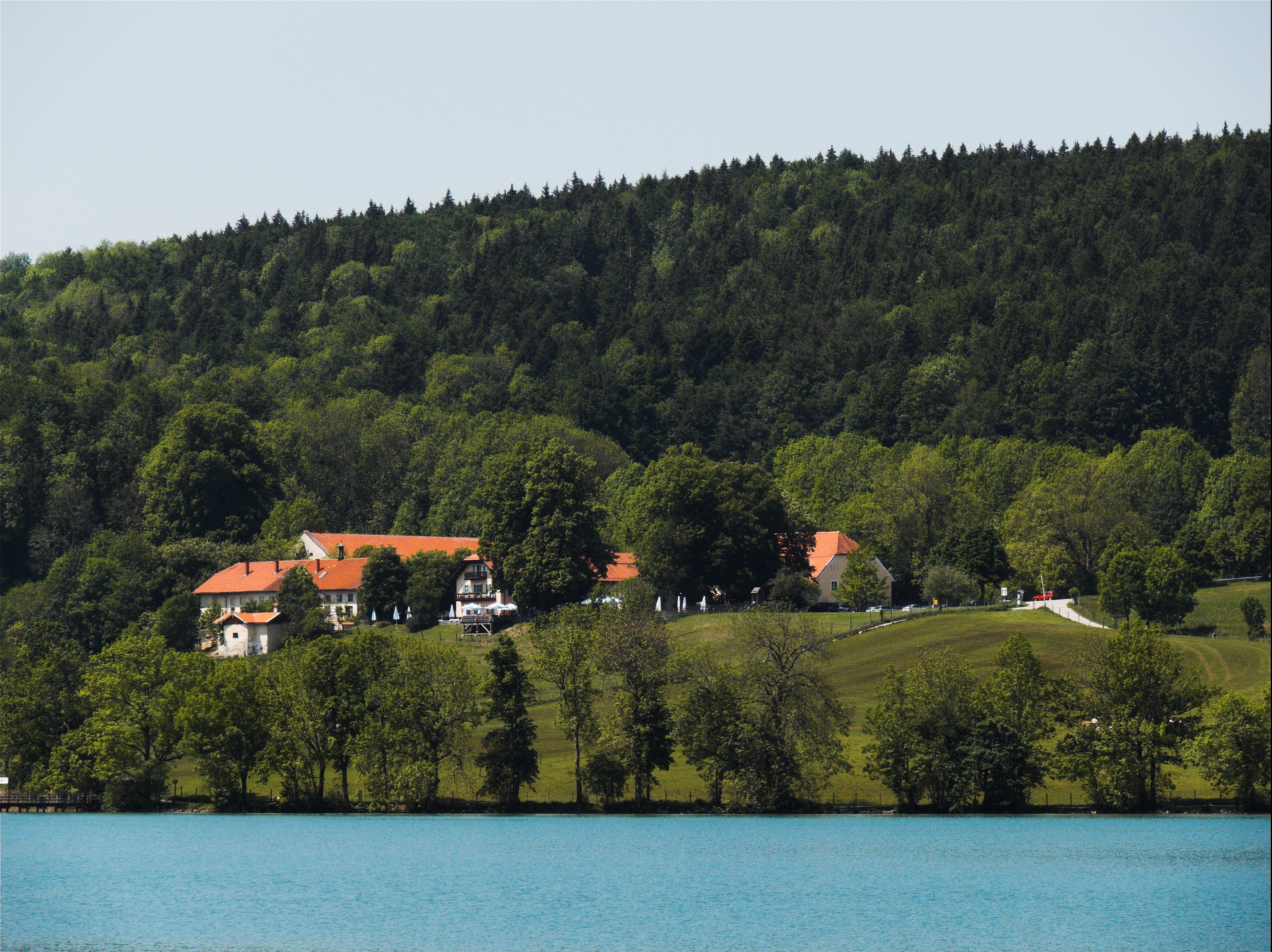